# Scattered, Smothered and Covered
Albums de Hootie and the Blowfish
Musical Chairs
(1998) Hootie and the Blowfish
(2000)
Scattered, Smothered and Covered est un album-compilation de Hootie and the Blowfish, regroupant des Faces-B, des raretés studios, ainsi que des reprises.
On peut y retrouver I Go Blind qui a été utilisé pour la bande audio de la série télévisée Friends.

## Liste des titres
1. Fine Line (3:32) (Radney Foster)
2. I Go Blind (3:14) (Neil Osborne)
3. Almost Home (3:51) (John Croslin)
4. Hey Hey What Can I Do (3:52) (Jimmy Page, Robert Plant, John Paul Jones, John Bonham)
5. Renaissance Eyes (5:04) (Don Dixon)
6. Before the Heartache Rolls In (4:24) (Bill Lloyd, Radney Foster)
7. Araby (2:49) (John Croslin)
8. I'm Over You (4:18) (Bob Rupe)
9. Gravity of the Situation (4:36) (Rob Veal)
10. I Hope That I Don't Fall in Love with You (2:58) (Tom Waits)
11. Dream Baby (3:00) (Cindy Walker)
12. Driver 8 (4:27) (Bill Berry, Peter Buck, Mike Mills, et Michael Stipe)
13. Let Me Be Your Man (3:04)
14. Please, Please, Please Let Me Get What I Want (1:50) (Johnny Marr, Morrissey)
15. Use Me (5:01) (Bill Withers)